# 世良晃志郎
世良 晃志郎（せら てるしろう、1917年8月19日 - 1989年4月16日）は、日本の法学者（中世西洋法制史）。東北大学名誉教授。元宇都宮大学学長。

## 生涯
1917年、現在の広島県庄原市（旧制）生まれ。東京帝国大学法学部に首席で入学して久保正幡に学び、1940年に首席で卒業する。在学中に高文司法科試験（現在の司法試験）に首席で合格する。卒業後は母校の助手となる。短期現役海軍主計科士官（4期）を志願し、同年5月、海軍経理学校に入学して海軍主計中尉に任官。同年9月に卒業。1945年（昭和20年）5月、海軍主計少佐に昇進して終戦を迎えた。同年10月、東京帝国大学法学部の助手に復職。
戦後は、1948年7月に東北大学法文学部に助教授として赴任。1952年、東北大学教授。東北大学に在職する間、1958年12月より附属図書館長（1963年11月まで）、1968年より法学部長（1970年まで）を務めた。1969年には日本学術会議会員（第8期）を務めた。その後、1979年11月に東北大学を退官、同年12月に宇都宮大学学長に就任した。1980年、東北大学名誉教授の称号授与。1985年に宇都宮大学を退職。1982年から1988年まで法制史学会の代表理事を3期務めた。

## 研究内容・業績
世良はドイツを中心とした中世史、特に法制史を中心とした制度史を専門とし、日本における中世ドイツ史・西洋法制史の研究の発展に大いに貢献した。特に中世西欧の封建制の構造を巡って、荘園にその基盤を認めた世良と王権の役割を重視する堀米庸三との論争は日本の西洋史学に大きな影響を与えた。また、創文社のマックス・ヴェーバー著作集の刊行にあたっては、入念な訳注により、理想的な訳業とされた。

## 家族・親族
- 岳父：篠田治策も法学者。